# Bratsker Stausee
Der Bratsker Stausee (russisch Бра́тское водохрани́лище Bratskoje wodochranilischtsche) liegt an der Angara im asiatischen Teil Russlands (Föderationskreis Sibirien). Der Bau der 127 m hohen Staumauer mit dem Wasserkraftwerk und dem dadurch entstandenen Stausee war eines der großen Symbole der Sowjetunion und ein wichtiger Bestandteil der Erschließung der Angara-Jenissej-Region. Es war das erste Großprojekt in Sibirien nach dem Zweiten Weltkrieg. Betreiber des Kraftwerks ist Irkutskenergo. Rund zwei Drittel des erzeugten Stroms werden für den Betrieb einer Aluminiumhütte in Bratsk verwendet.

## Stausee
Der Bratsker Stausee liegt in der Oblast Irkutsk nordwestlich des Baikalsees zwischen Bratsk, der mit Abstand größten Stadt am Stausee, und Tscheremchowo. Neben der Angara münden die Flüsse Oka und die Ija in den Stausee. Er hat eine Fläche von 5470 km² und ein maximales Stauvolumen von 169,27 km³. Gemessen am Stauraum ist er der drittgrößte Stausee der Welt. Auch die überstaute Fläche ist beachtlich; Sie ist mehr als doppelt so groß wie das Saarland und gut zehnmal so groß wie der Bodensee. Damit liegt der Bratsker Stausee flächenmäßig weltweit an neunter Stelle. Im Sommer dient der See während 120 Tagen der Schifffahrt. 

## Staumauer und Kraftwerk
Der Staudamm mit integriertem Wasserkraftwerk liegt knapp 20 Kilometer nordöstlich der Stadt Bratsk und wurde in einem zuvor dünn besiedelten borealen Nadelwald, der Taiga, errichtet. Er befindet sich in der Paduner Enge, wo die Angara einen Gebirgsriegel mit einem engen Durchbruchstal durchschneidet. Die Kronenlänge der Staumauer beträgt 5140 m. Sie besteht aus einer 125 m hohen Gewichtsstaumauer, die an der Basis 1430 m lang ist und auf beiden Seiten durch Erddämme mit einer Gesamtlänge von 3710 m ergänzt wird. Auf der Dammkrone verlaufen die zweigleisige Baikal-Amur-Magistrale und die Fernstraße A331. Das Kraftwerk mit einer Leistung von 4500 MW wurde zwischen 1954 und 1966 gebaut. Bis 1970 war es das größte Wasserkraftwerk der Welt. Die jährlich erzeugte Energie von 22,5 Milliarden kWh wurde zeitweise zu zwei Dritteln von der Aluminiumhütte in Bratsk verbraucht, die Bauxit aus Kasachstan zu bis zu 500.000 Tonnen Rohaluminium verarbeitete. Die Abgase der Aluminiumhütte führen zu einer starken Luftverschmutzung in der Region.
Der Stausee ist stark mit Quecksilber belastet, das aus den Abwässern von Ussoljechimprom in Ussolje-Sibirskoje stammt. Die Chloralkali-Elektrolyse war von 1973 bis 1998 in Betrieb und leitete mit ihren Abwässern monatlich 2,5 t Quecksilber in die Angara ein. Es wird geschätzt, dass während der gesamten Produktionszeit 870 t Quecksilber in die Angara gelangten und sich weitere 500 t im Boden unter den ehemaligen Fabrikgebäuden befinden.

## Baugeschichte
Zur Vorbereitung des Baus wurde bereits 1952 mit der Rodung der Taiga begonnen. Es mussten vor dem Aufstau insgesamt 40 Millionen Kubikmeter Holz geschlagen werden. Im September 1954 wurde der Bau des Kraftwerks genehmigt und unmittelbar danach mit dem Bau von Straßen und Unterkünften als Vorbereitung für den Kraftwerksbau begonnen. Da die Stromversorgung der Baustelle nicht durch Dieselgeneratoren sichergestellt werden konnte, wurde in den Jahren 1955 bis 1957 eine 628 km lange 220 kV-Freileitung von Irkutsk zur Baustelle verlegt. Das dortige Kraftwerk wurde in den Jahren 1950 bis 1959 errichtet und war 1957 bereits teilweise in Betrieb.
Im Januar 1957 wurde bei Niedrigwasser mit dem Bau der Kofferdämme zur Absperrung der Baugrube für das Staumauerfundament begonnen, im September desselben Jahres begannen die Aushubarbeiten für das Fundament und im März 1958 die Betonierarbeiten. Für den Bau der Staumauer wurden fünf Millionen Kubikmeter Beton aus dem baustelleneigenen Betonwerk verbaut, im Spitzenjahr 1962 allein 1,3 Millionen Kubikmeter. Bis zu 17.000 Arbeiter waren auf der Baustelle beschäftigt. Anfangs waren es Armeepioniere und Gulag-Häftlinge eingesetzt, später Komsomolzen und reguläre Arbeiter.
Da die Hälfte der Betonarbeiten an der Staumauer im Winter stattfand, musste das Einfrieren des Betons während des Transports verhindert werden. Ein weiteres Problem war die sommerliche Stechmückenplage, der man bis zur Füllung des Stausees ab 1961 mit jährlich Hunderten von Tonnen Chemikalien Herr zu werden versuchte. Im Januar 1961 wurde die erste von 18 Francis-Turbinen in Betrieb genommen, von denen 12 vom Leningrader Stahlwerk und 6 von Voith gebaut wurden. Der Bau der Staumauer und des Kraftwerks wurde 1967 abgeschlossen. Heute sind rund 500 Arbeiter mit der Instandhaltung der Staumauer beschäftigt, wozu auch die Reparatur von Haarrissen gehört.
Ab 2001 wurden die Turbinenregler ersetzt, ab 2013 wurden die Laufräder der Voith-Turbinen ersetzt.

## Umsiedlungen
Im Zuge der Aufstauung des Bratsker Stausees mussten 114.000 Einwohner aus 264 Siedlungen umgesiedelt werden. Die meisten zogen in neue Siedlungen und Städte, die der sowjetische Staat am Ufer des aufgestauten Sees planmäßig errichtete, oder nach Bratsk, das nach einem vom Stausee überfluteten Dorf benannt wurde. Die Umsiedlung wurde im Roman Abschied von Matjora von Valentin Rasputin beschrieben.